# Khowdkāvand
Khowdkāvand (persiska: Khvodkāvand, خودكاوند) är en ort i Iran.   Den ligger i provinsen Alborz, i den norra delen av landet, 70 km nordväst om huvudstaden Teheran. Khowdkāvand ligger 2 245 meter över havet och antalet invånare är 424.
Terrängen runt Khowdkāvand är bergig åt sydost, men åt nordväst är den kuperad.Runt Khowdkāvand är det ganska tätbefolkat, med 86 invånare per kvadratkilometer. Närmaste större samhälle är Shahr-e Jadīd-e Hashtgerd, 18,9 km söder om Khowdkāvand. Trakten runt Khowdkāvand består i huvudsak av gräsmarker.